# Еколо
Еколо (фр. Ecolo — Écologistes Confédérés pour l'Organisation de Luttes Originales - Союз екологів за організацію оригінальної боротьби) — політична партія «зеленої» орієнтації в Бельгії, що діє у Французькому та Німецькомовному співтовариствах, а також у фламандському окрузі Галле-Вілворде.
Наприкінці 1970-их через підвищення цікавості до екологічних проблем у місцевих виборах в Бельгії почали брати участь кандидати-екологісти. У Валлонії вони виступали під назвою списку «Wallonie — Ecologie», а у березні 1980 року на їх базі було створено партію Еколо. Вже на парламентських виборах 1981 року нова партія отримала 6,1 % голосів у Валлонії та 2,2 % голосів у Брюсселі, що дозволили провести 4 своїх членів до Палати представників і 2 — в Сенат. У 1999–2003 роках партія брала участь в роботі уряду Гі Вергофстадта. Нині партія також представлена в Європарламенті двома депутатами.
Відповідно до останніх передвиборчих опитувань перед парламентськими виборами 13 червня 2010 року партія займає третє місце за популярністю у Валлонії та Брюсселі. На виборах партія отримала 313 047 (4,91 %) голосів і 8 депутатських мандатів.